# Tử hình ở Áo
Hình phạt tử hình ở Áo đã được bãi bỏ vào năm 1787, mặc dù nó được khôi phục vào năm 1795. Không giống như các quốc gia khác có độ tuổi tối thiểu là 18, Luật Habsburg ban hành năm 1919 quy định độ tuổi tối thiểu để thi hành án tử hình ở Áo là 20 tuổi cho tất cả các công dân mang quốc tịch Áo.
Phương thức xử tử ở Áo được thực hiện là treo cổ cho đến khi Đức Quốc xã sáp nhập (1938-1945) khi nó được thay thế bằng máy chém. Sau Thế chiến II, treo được người Anh giới thiệu lại. Người cuối cùng bị xử tử ở Áo là Johann Trnka. Ông đã bị treo cổ vào ngày 24 tháng 3 năm 1950 vì tội giết người. Hình phạt tử hình cho tội giết người đã được bãi bỏ vào ngày 30 tháng 6 năm đó; cho tất cả các tội ác vào tháng 2/1968. Áo là một quốc gia tham gia Nghị định thư tùy chọn thứ hai đối với ICCPR (phê chuẩn năm 1993), Nghị định thư số 6 thành ECHR (1984) và Nghị định thư số 13 đến ECHR (2004).